# 北海道道951号泉川線

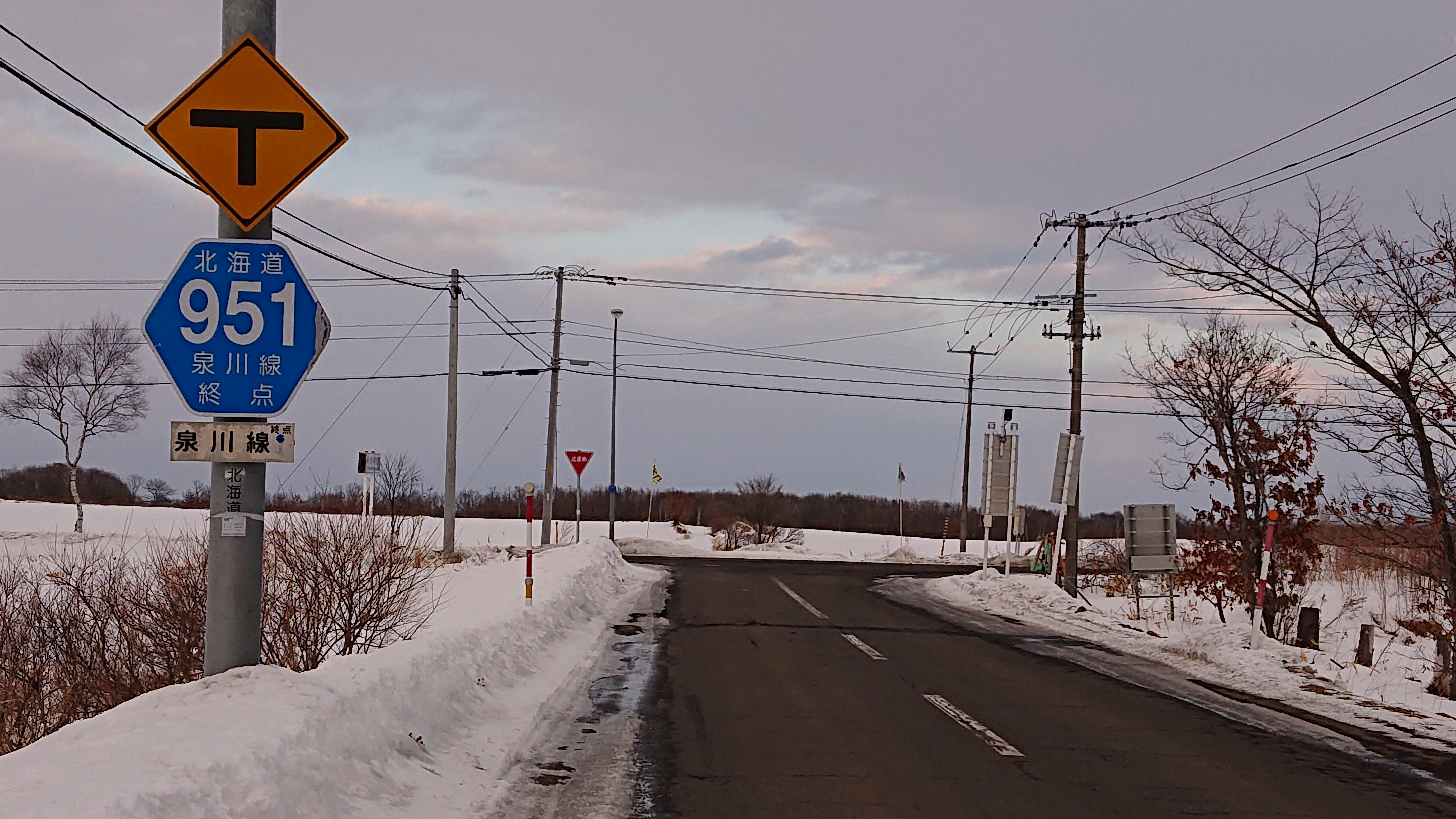
北海道道951号泉川線

北海道道951号泉川線（ほっかいどうどう951ごう いずみかわせん）は、北海道川上郡標茶町と野付郡別海町を結ぶ一般道道である。

## 概要

### 路線データ
- 起点：北海道川上郡標茶町標茶（北海道道13号中標津標茶線交点）
- 終点：北海道野付郡別海町西春別（国道243号交点）
- 総距離：9.8 km

## 歴史
- 1978年（昭和53年）5月6日 - 路線認定[1]。

## 地理

### 通過する自治体
- 釧路総合振興局
  - 川上郡標茶町
- 根室振興局
  - 野付郡別海町

### 主な接続道路
標茶町
- 北海道道13号中標津標茶線 - 標茶（起点）

別海町
- 北海道道830号泉川西春別線 - 泉川
- 国道243号 - 西春別（終点）